# Un soir, au front
Un soir, au front è un film del 1931 diretto da Alexandre Ryder.

## Trama
Durante la prima guerra mondiale in Alsazia, una giovane donna salva un ufficiale tedesco e se ne innamora. L'ufficiale poi ritorna nelle linee francesi come spia, smascherato viene ucciso.